# Ryan Mendoza
Ryan Mendoza (* 29. Oktober 1971 in New York City) ist ein amerikanischer Künstler. Er lebt und arbeitet in Neapel und Berlin. Mendoza verbindet in seinen Gemälden die Technik alter Meister mit zeitgenössischen Thematiken. Mitte 2016 belegte er Platz 147 der 500 bei Auktionen erfolgreichsten US-amerikanischen Künstler der Artnet-Datenbank, die nach 1966 geboren wurden.
Des Weiteren organisiert er Performancekunst; meist mit einer politischen Aussage. Ryan und seine damals im achten Monat schwangere Frau Fabia Mendoza organisierten 2012 eine Performance, um ihre Solidarität mit der russischen Punk-Band Pussy Riot bekannt zu geben. Sie wurden daraufhin in Neapel festgenommen.

## The White House
2016 baute Mendoza ein Einfamilienhaus in Detroit, Michigan ab und verschiffte es nach Europa. Von ihm gestaltet, weiß gestrichen, beleuchtet und musikalisch bespielt, wurde es zunächst auf der Art Rotterdam 2016 präsentiert. The White House ist seit Ende 2016 in der Verbeke Foundation in Belgien als permanente Installation zu sehen.
Das White House Projekt sorgte für einen Medienrummel und löste eine rege politische Diskussion aus. Mendoza äußerte der Presse gegenüber, dass er mit diesem Projekt versuche, einen Zugang zu seiner Identität als Amerikaner zu finden, nachdem er 24 Jahre in Europa gelebt habe. Das Haus, das er für seine White House Installation verwendet hatte, wurde ihm von einem Detroiter Freund für dieses Projekt geschenkt. Die Geschichte der Familie Thomas, die es über Generationen bewohnt hatte, war Teil dieser Installation.
Die Reste des White House wurden im März 2016 abgerissen. Mendoza bezahlte nach Presseberichten zweimal für den Abriss, nachdem eine weitere Medien-Kontroverse darüber entstanden war, warum die Überreste des Hauses über Monate nicht abgerissen wurden. Fabia Mendozas Dokumentation The White House aus dem Jahr 2016 erzählt die Geschichte dieses Projektes.

## The Invitation
Im Juni 2016 bemalte Mendoza zwei Häuser in Detroits von Kriminalität stark geplagtem Bezirk Brightmoor für seine Installation The Invitation. Einschusslöcher in den Fassaden der beiden Häuser bildeten die Namen der beiden Kandidaten für das US-Präsidentenamt Trump und Clinton. Mendoza lud beide Kandidaten dazu ein, als Zeichen ihrer Integrität eine Nacht in seiner Installation zu übernachten. John O’Malley, ein krebskranker, 60-jähriger Krankenpfleger lebt zwischen den beiden vormals verlassenen und verfallenen Häusern. Er und Brightmoor-Aktivist Jonathan Pommerville hatten Mendoza gebeten, auf O’Malleys schwierige Situation aufmerksam zu machen.

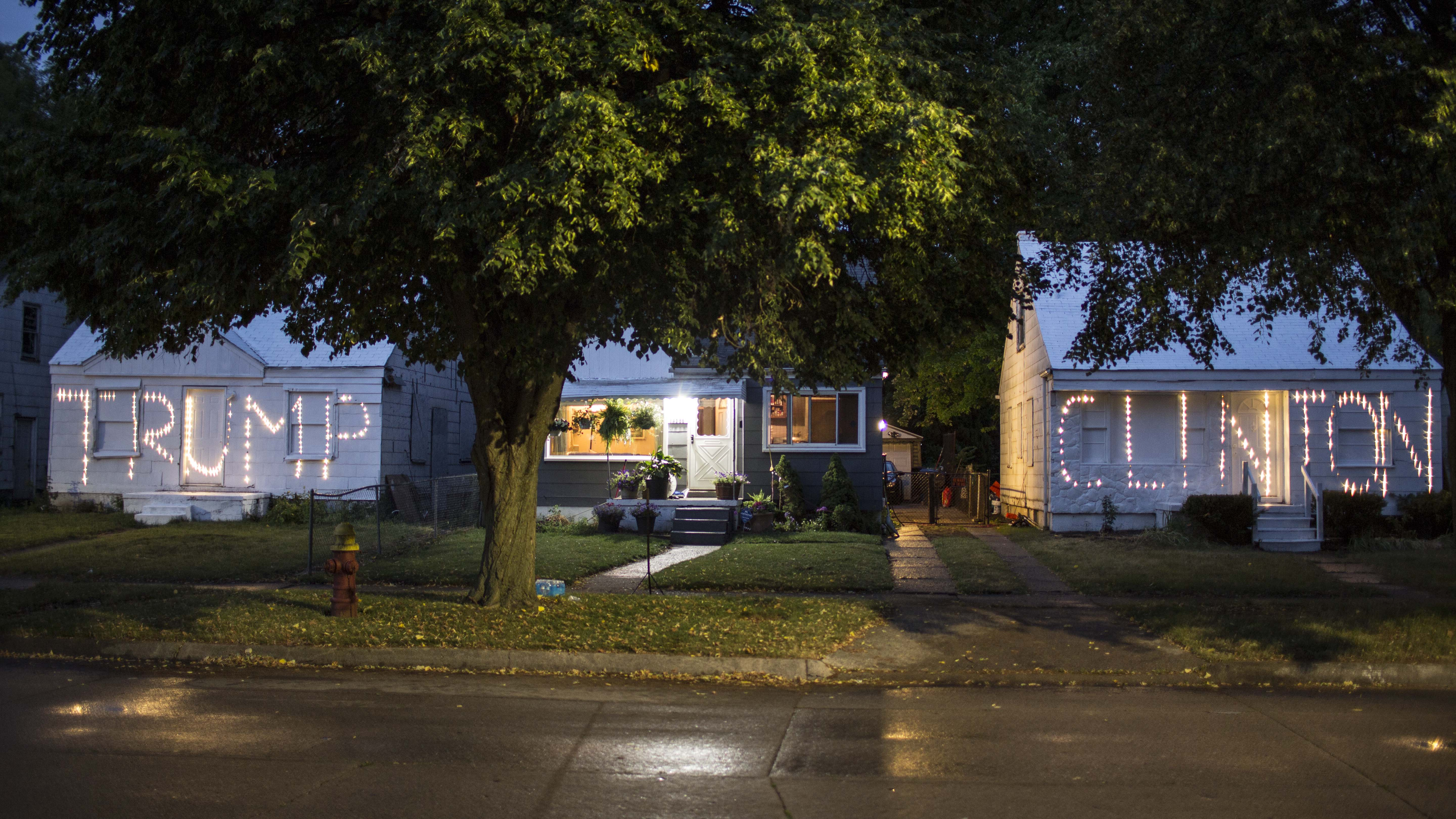
Installation „The Invitation“ 2016 in Detroit

## Rosa Parks House

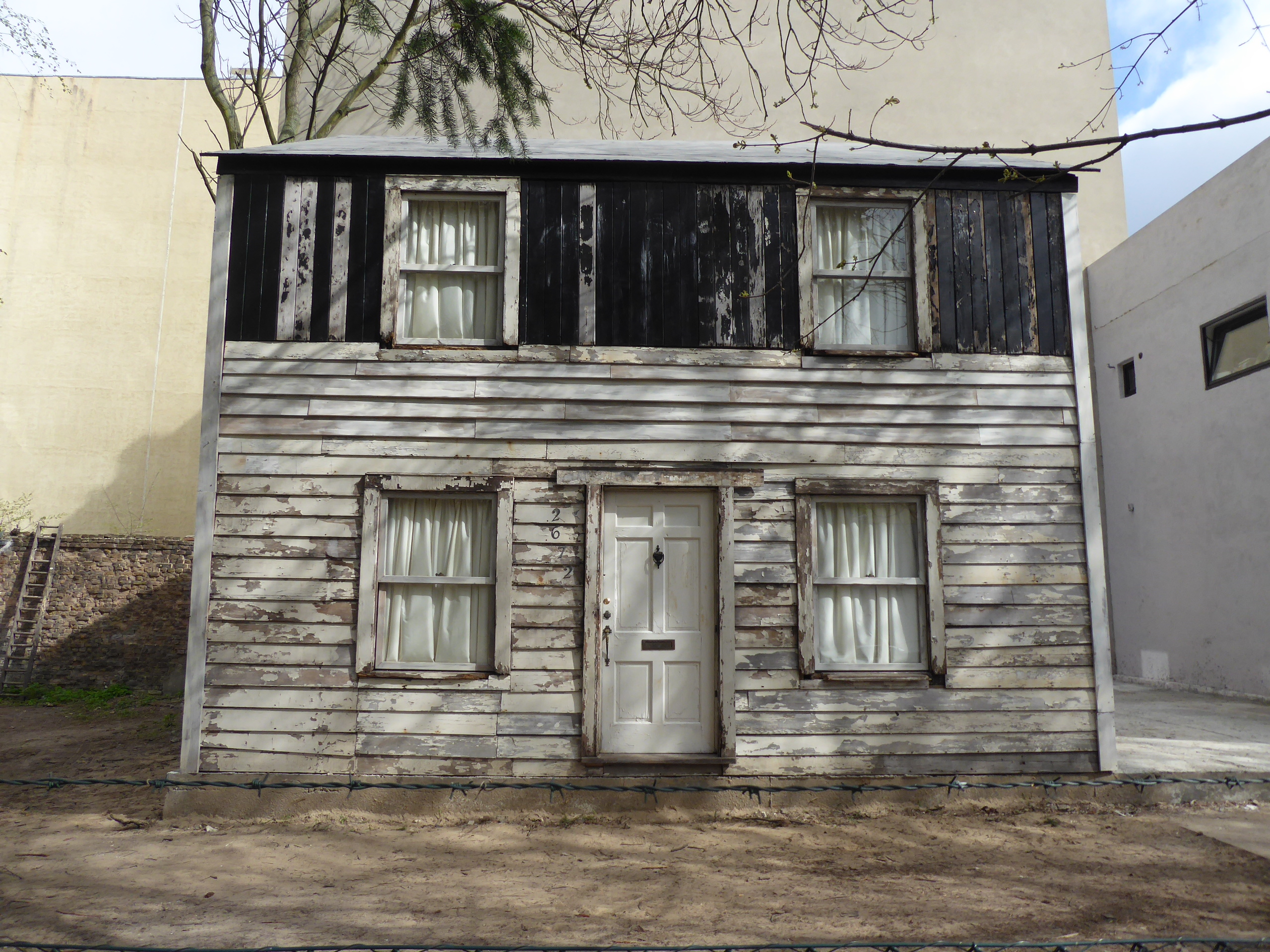
Rosa-Parks-Haus 2017 in Berlin

Im Sommer 2016 spendete Rhea McCauley, die Nichte der amerikanischen Bürgerrechtsikone Rosa Parks, das Haus, in dem ihre Tante von 1957 bis 1959 in Detroit lebte. Mrs. McCauley hatte das stark baufällige und verlassene Holzhaus zuvor für 500 USD von der Stadt Detroit zurückgekauft, um es vor dem geplanten Abriss zu schützen.

“I know she has streets named after her and medals and awards, but I'm talking about truly understanding the significance of Auntie Rosa […]. And I have talked to young people and they don't even know who my aunt is. And that's a shame. It's not their fault, but we as a country need to acknowledge, and if we can't , you know, I'll take her where she is acknowledged.”

„Ich weiß, dass Straßen nach ihr benannt sind und Medaillen und Preise, aber ich spreche von ein wahren Verständnis der Bedeutung von Tantchen Rosa […]. Und ich habe mit jungen Leuten gesprochen und sie wissen nicht einmal, wer meine Tante ist. Das ist eine Schande. Es ist nicht deren Schuld, aber wir als Land müssen Ihr Erbe anerkennen und, wenn wir das nicht können, nun ja, dann werde ich sie dorthin bringen, wo sie anerkannt wird.“

In 18 Tagen baute Mendoza das Haus Stück für Stück mit einer Gruppe von Freiwilligen in Detroit ab und verschiffte es nach Berlin, wo er es – meist allein – in der Wriezener Straße 19 im Berliner Ortsteil Gesundbrunnen wieder aufbaute.
Mrs McCauley und Mendoza hofften beide, dass das Haus eines Tages in seine rechtmäßige Heimat, die USA, zurückkehren könne.
Anfang 2018 wurde es in Berlin abgebaut und sollte anschließend auf dem Gelände der Brown University im US-Bundesstaat Rhode Island ausgestellt werden. Im Juni 2018 wurde berichtet, dass das Gebäude im New Yorker Auktionshaus Guernsey's versteigert werden sollte.
Von September 2020 an ist das Haus wieder zurück in Europa, wo es im Königlichen Palast in Neapel ausgestellt wird.

## Weitere Projekte
Im Frühjahr 2017 bemalte Mendoza die Fassade eines Wohnhauses in Moskau in den Farben der Amerikanischen Flagge. Dieses Streetart Projekt war gekoppelt mit einem 50-teiligen Fotoprojekt Putin, my Putin, bei dem unter anderem die US-amerikanische Aktivistin Rose McGowan mitwirkte und welches von der Berliner Galerie Camera Work ausgestellt wurde.

## Ausstellungen (Auswahl)
- 2024: Metaphor to Metamorphosis, Group Show, König Galerie, Munich, Germany
- 2024: Mia Photo Fair, Solo Show, Galleria Massimo Minini, Brescia, Italy
- 2023: Dripping with Beauty, Kenna Xu Gallery, China
- 2023: Rationality Within Turbulence, Group Show, Kenna Xu Gallery, Jinghope Art Center, Hainan, China
- 2022: The Golden Calf, Federico II Foundation & Brodbeck Foundation in collaboration with the Academy of Fine Arts, Royal Palace Palermo, Italy
- 2021: Almost Home, The Rosa Parks House Project, Fondazione Morra Greco, Royal Palace, Naples, Italy
- 2020: 9/NEIN & Dipinti, Ryan Mendoza & Albert Samson, Galleria Massimo Minini, Brescia, Italy
- 2018: NGORONGORO II, Group Show, Artists Weekend, Berlin, Germany
- 2017: Ryan Mendoza and Steve Shapiro, Group Show, CWC Gallery, Berlin, Germany
- 2017: Frauenzimmer, Group Show, Galerie Klüser, Munich, Germany
- 2013: Ryan Mendoza, Roger Ballen, Paul P., Galleria Massimo Minini, Brescia
- 2013: Les Aventures de la Vérité, Peinture et Philosophie, Fondation Maeght,
- 2011: Ryan Mendoza Selected works, Galerie Klueser2, Munich, Germany curated by Bernard-Henri Lévy

- 2011: Frieze Art Fair, Group Show, Galleria Massimo Minini, London, U.K
- 2010: The Possessed Museo d’Arte Contemporanea Donna Regina, Neapel
- 2009: Chocolate Crocodile Galerie Lelong, Paris
- 2008: Ryan Mendoza Akira Ikeda Gallery, New York
- 2007: Don't look at me Galerie Lelong, Paris
- 2006: Happily ever Akira Ikeda Gallery, Berlin
- 2005: Ryan Mendoza Galerie Bernd Klueser, Muenchen
- 2004: Fear in a Time of Superheroes, Galleria Massimo Minini
- 2003: Sleeping Beauty Akira Ikeda Gallery, Taura, Japan
- 2002: Almost American, Museo di Castel Nuovo, Neapel
- 2002: Join Now for Instant Access White Cube, London[23]
- 2001: Ryan Mendoza, Overbeck-Gesellschaft, Lübeck
- 2000: Ryan Mendoza Museo di arte moderna e contemporanea di Trento e Rovereto